# 청나일 폭포

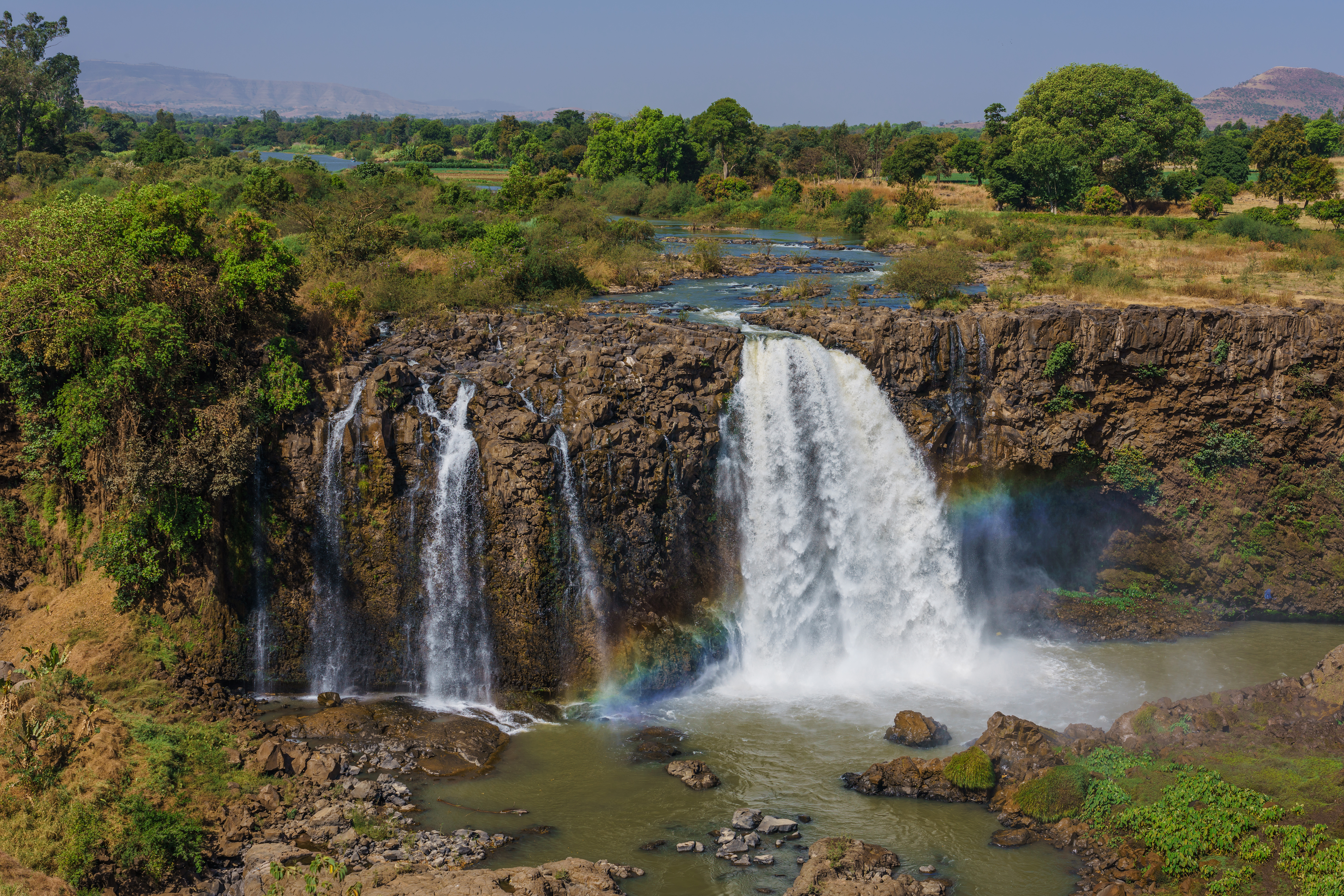
청나일 폭포

청나일 폭포(Blue Nile Falls)는 에티오피아의 청나일강에 있는 폭포이며, 암하라어로 "연기가 나는 물" 또는"불의는연기을지닌 티스 이사트(Tis Issat)라는 이름으로도 불린다. 타나호에서 발원하는 청나일강의 상류에  위치하며, 에티오피아에서 가장 유명한 관광 명소 중 하나이다.
낙차는 37 미터에서 45 미터 정도이며, 4개의 폭포 줄기로 이루어진다. 보통 건기에 가늘게 조금씩 흐르다가 우기시에 400 미터 이상 넓어지지만, 2003년 이후로 타나 호에 세워진 수력발전소에서 우기를 제외하고 수량을 조절하기 때문에 유수량이 줄어들었다.
청나일 폭포는 타나 호와 청나일강 중·하류의 생태계를 분리시키는 역할을 하며, 이로 인해 타나 호에서 독자적인 풍토성 동물군이 서식하게 되었다.
청나일 폭포에서 하류로 약간 내려가면 1626년 수세뇨스 1세가 건설한 돌다리가 있으며, 마넬 데 알메이다에 의하면 돌다리는 에티오피아의 가톨릭 선교사인 아폰소 멘데스가 인도에서 초빙해 온 공예사가 강의 지류 부근에 있는 석회로 만들었다고 한다.